# اربوس
اربوس (به انگلیسی: Erebus؛ (/ˈɛrɪbəs/؛ به یونانی باستان: Ἔρεβος؛ تاریکی محض، سایه)، یکی از ایزدان نخستین در اساطیر یونانی و نشان‌دهنده تجسم تاریکی به‌شمار می‌رود؛ به‌طور مثال تبارنامه خدایان اثر شاعر نام‌دار یونانی هزیود، او را یکی از پنج موجود اولیه در خلقت و پسر خائوس به‌شمار می‌آورد. اربوس با خواهر خود نیکس (شب)، ازدواج کرد و حاصل این پیوند: آیتر (روشنایی)، همرا (روز)، هسپریدس، هوپنوس (خواب)، مویرای (سرنوشت) خارون (راهنمای روان‌ها)، گراس (پیری) و تاناتوس بودند.
اربوس بیشتر به تاریک‌ترین قسمت جهان زیرزمین (هادس) اشاره دارد تا به یک ایزد.

## تاریخچه
اربوس خدای تاریکی و مه است؛ یکی از خدایان اصلی و کهن؛ یکی از فرزندان خائوس. همسر او، نیکس، خواهر او نیز هست. او پدر بسیاری از ایزدان است و همچنین اسمی برای دشت‌های متروک دنیای زیرین و نیز فضای خالی بین دیوارها؛ جایی که او سکونت دارد. او در پیوند با نیکس، پدر همرا، پروتوجنوس (خدایانی که قبل از به‌وجود آمدن کیهان وجود داشتند و معمولاً گفته می‌شود جسم ندارند) روز و آیتر، روشنایی است. برخی گفته‌اند که جهنم به‌خاطر او به‌طور کامل تاریک بود.
گفته شده که یک بار اربوس در حال توطئه علیه خدایان بود و نقشه‌ای طرح می‌کرد تا وارد تارتاروس شود و تایتان‌ها را از آن‌جا بیرون آورد. هادس فهمید و دست توطئه‌گران را خواند. هادس اربوس را در تارتاروس انداخت و در همان‌جا زندانی کرد. بر اساس افسانه‌ها، از آن روز به بعد جهنم، اندکی روشن‌تر از قبل شد.